# Llúdries
|  | Per a altres significats, vegeu «Llúdria comuna». |

Les llúdries o llúdrigues (Lutrinae) són una subfamília de la família dels mustèlids. N'hi ha set gèneres vivents, que en total inclouen tretze espècies. Se senten més a gust a l'aigua que a terra ferma. Són mamífers carnívors que viuen al medi aquàtic.

## Descripció
El mascle sol ser més gros que la femella. Sol viure entre 8 i 15 anys. Posseïxen una dentadura de 36 dents, amb 6 incisives a la mandíbula superior i inferior. A les seves potes hi tenen cinc dits amb ungles, a les davanteres d'uns 6 a 7 cm de llarg i 5 o 6 d'ample i a les del darrere d'uns 6 a 9 cm, amb membranes interdigitals que ajuden en el seu desplaçament aquàtic.
Tenen una pell impermeable i que els permet conservar la calor del seu cos. Són grans nedadores i poden clausurar les seves fosses nasals sota l'aigua i romandre submergides fins a sis minuts sense sortir a la superfície per respirar. Executen un moviment de potes i cua, de dalt a baix, quan es desplacen per l'aigua a gran velocitat. Solament utilitzen els seus membres davanters quan neden lentament. En l'aigua poden arribar a velocitats de fins a 12 km/h.
Les llúdrigues de riu s'alimenten de petits peixos, granotes i altres animals aquàtics que cacen amb la seva boca. En canvi, les llúdrigues tropicals d'Àsia i Àfrica, furguen el fang del fons dels rius amb les seves sensibles potes davanteres a la recerca del seu aliment: gambetes, crancs i altres similars.
La llúdriga entra en zel en qualsevol època de l'any, no obstant això la seva reproducció és lenta i irregular, encara que s'observen major quantitat de parts durant la primavera. De cadascun d'ells poden resultar dues o tres criatures, que neixen cegues i sense dents. El seu període de lactància és d'uns dos mesos, abandonen el territori matern després d'aproximadament un any, llavors comencen a vagar fins a establir el seu propi territori, cosa que fan efectiu aproximadament després de dos anys d'haver nascut.

## Distribució
La llúdria comuna (Lutra lutra) és indígena a Europa, Àfrica i Àsia. Als Països Catalans és una espècie amenaçada. Fins a principis dels anys 1970 a Espanya la Junta de extinción de Alimañas pagava per cada llúdriga morta. El 1973 se'n va constatar el perill d'extinció, l'espècie va ser protegida i la seva caça prohibida. La població de llúdries es mantenia als afluents de l'Ebre, on s'havia conservat, per exemple al Matarranya, i actualment està retornant a l'Ebre. Extinta al nord-est de Catalunya, un programa de reintroducció als aiguamolls amb una població importada d'Extremadura va tenir èxit, tot i fora de la reserva natural. El 2017 per primera vegada va tornar a l'Onyar.
Enfront de les costes occidentals de Nord-amèrica viuen les llúdrigues marines que atrapen les preses amb les potes davanteres: peixos de moviments lents i animals amb petxina, com l'eriçó de mar i mol·luscs. Són força intel·ligents, per exemple, prenen una pedra del fons del mar i, nedant de cap per amunt, se la posen al pit i hi copegen les petxines fins a partir-les, són a més dels primats, els únics mamífers que utilitzen algun tipus d'eina.

## Gèneres i espècies[2]
| Nom científic Gènere espècie | Nom científic Gènere espècie | nom vulgar                                     | distribució                 | longitud (m) | status |
| --- | ---------------------------- | ---------------------------------------------- | --------------------------- | ------------ | ------ |
| Aonyx | capensis                     | llúdria del Cap                                | Àfrica                      | 1,2-1,6      | LC     |
| A. | congicus                     |                                                | Àfrica occidental i central | 1,2-1,6      | DD     |
| A. | cinerea                      | llúdria d'ungles curtes oriental               | Àsia                        | 0,6-0,9      | NT     |
| Enhydra | lutris                       | llúdria marina                                 | NE Àsia, NO Amèrica         | 0,7-1,6      | EN     |
| Pteronura | brasiliensis                 | llúdria gegant                                 | Sud-amèrica                 | 1,4-2,0      | EN     |
| Lontra | canadensis                   | llúdria del Canadà                             | Nord-amèrica                | 1,0-1,5      | LC     |
| L. | felina                       | Llúdria costanera sud-americana                | Sud-amèrica                 | 0,9-1,2      | EN     |
| L. | longicaudis                  | llúdria cuallarga                              | Amèrica                     | 0,9-1,4      | DD     |
| L. | provocax                     | llúdria de Xile                                | Sud-amèrica                 | 1,0-1,2      | EN     |
| Lutra | maculicollis                 | llúdria de coll tacat                          | Àfrica                      | 0,9-1,2      | LC     |
| L. | sumatrana                    | llúdria de Sumatra                             | SE Àsia                     | 1,0-1,3      | DD     |
| L. | lutra                        | llúdria comuna, llúdriga, llúdrica eurasiàtica | Europa, Àsia i N Àfrica     | 0,9-1,4      | NT     |
| L. | perspicillata                | llúdria de l'Índia                             | SE Àsia                     | 1,1-1,3      | VU     |
| Categories de la Llista Vermella de la UICN: EX (extinta), CR (en perill crític), EN (en perill), VU (vulnerable), NT (gairebé amenaçada), LC (preocupació menor) i DD (dades insuficients). |                              |                                                |                             |              |        |

|  | \| \| Lontra felina \| \| \| \| \| \| Lontra provocax \| \| \| \| |
|  |                                                                   |
|  | Lontra longicaudis                                                |
|  |                                                                   |
|  | Lontra felina                                                     |
|  |                                                                   |
|  | Lontra provocax                                                   |
|  |                                                                   |

|  | Lontra felina   |
|  |                 |
|  | Lontra provocax |
|  |                 |

|  | \| \| Lontra felina \| \| \| \| \| \| Lontra provocax \| \| \| \| |
|  |                                                                   |
|  | Lontra longicaudis                                                |
|  |                                                                   |
|  | Lontra felina                                                     |
|  |                                                                   |
|  | Lontra provocax                                                   |
|  |                                                                   |

|  | Lontra felina   |
|  |                 |
|  | Lontra provocax |
|  |                 |

|  | Lutra lutra     |
|  |                 |
|  | Lutra sumatrana |
|  |                 |

|  | Aonyx capensis |
|  |                |

|  | Aonyx cinerea           |
|  |                         |
|  | Lutrogale perspicillata |
|  |                         |

|  | Aonyx capensis |
|  |                |

|  | Aonyx cinerea           |
|  |                         |
|  | Lutrogale perspicillata |
|  |                         |

|  | Lutra lutra     |
|  |                 |
|  | Lutra sumatrana |
|  |                 |

|  | Aonyx capensis |
|  |                |

|  | Aonyx cinerea           |
|  |                         |
|  | Lutrogale perspicillata |
|  |                         |

|  | Aonyx capensis |
|  |                |

|  | Aonyx cinerea           |
|  |                         |
|  | Lutrogale perspicillata |
|  |                         |

|  | Lutra lutra     |
|  |                 |
|  | Lutra sumatrana |
|  |                 |

|  | Aonyx capensis |
|  |                |

|  | Aonyx cinerea           |
|  |                         |
|  | Lutrogale perspicillata |
|  |                         |

|  | Aonyx capensis |
|  |                |

|  | Aonyx cinerea           |
|  |                         |
|  | Lutrogale perspicillata |
|  |                         |

|  | Lutra lutra     |
|  |                 |
|  | Lutra sumatrana |
|  |                 |

|  | Aonyx capensis |
|  |                |

|  | Aonyx cinerea           |
|  |                         |
|  | Lutrogale perspicillata |
|  |                         |

|  | Aonyx capensis |
|  |                |

|  | Aonyx cinerea           |
|  |                         |
|  | Lutrogale perspicillata |
|  |                         |

|  | \| \| Lontra felina \| \| \| \| \| \| Lontra provocax \| \| \| \| |
|  |                                                                   |
|  | Lontra longicaudis                                                |
|  |                                                                   |
|  | Lontra felina                                                     |
|  |                                                                   |
|  | Lontra provocax                                                   |
|  |                                                                   |

|  | Lontra felina   |
|  |                 |
|  | Lontra provocax |
|  |                 |

|  | \| \| Lontra felina \| \| \| \| \| \| Lontra provocax \| \| \| \| |
|  |                                                                   |
|  | Lontra longicaudis                                                |
|  |                                                                   |
|  | Lontra felina                                                     |
|  |                                                                   |
|  | Lontra provocax                                                   |
|  |                                                                   |

|  | Lontra felina   |
|  |                 |
|  | Lontra provocax |
|  |                 |

|  | Lutra lutra     |
|  |                 |
|  | Lutra sumatrana |
|  |                 |

|  | Aonyx capensis |
|  |                |

|  | Aonyx cinerea           |
|  |                         |
|  | Lutrogale perspicillata |
|  |                         |

|  | Aonyx capensis |
|  |                |

|  | Aonyx cinerea           |
|  |                         |
|  | Lutrogale perspicillata |
|  |                         |

|  | Lutra lutra     |
|  |                 |
|  | Lutra sumatrana |
|  |                 |

|  | Aonyx capensis |
|  |                |

|  | Aonyx cinerea           |
|  |                         |
|  | Lutrogale perspicillata |
|  |                         |

|  | Aonyx capensis |
|  |                |

|  | Aonyx cinerea           |
|  |                         |
|  | Lutrogale perspicillata |
|  |                         |

|  | Lutra lutra     |
|  |                 |
|  | Lutra sumatrana |
|  |                 |

|  | Aonyx capensis |
|  |                |

|  | Aonyx cinerea           |
|  |                         |
|  | Lutrogale perspicillata |
|  |                         |

|  | Aonyx capensis |
|  |                |

|  | Aonyx cinerea           |
|  |                         |
|  | Lutrogale perspicillata |
|  |                         |

|  | Lutra lutra     |
|  |                 |
|  | Lutra sumatrana |
|  |                 |

|  | Aonyx capensis |
|  |                |

|  | Aonyx cinerea           |
|  |                         |
|  | Lutrogale perspicillata |
|  |                         |

|  | Aonyx capensis |
|  |                |

|  | Aonyx cinerea           |
|  |                         |
|  | Lutrogale perspicillata |
|  |                         |

|  | \| \| Lontra felina \| \| \| \| \| \| Lontra provocax \| \| \| \| |
|  |                                                                   |
|  | Lontra longicaudis                                                |
|  |                                                                   |
|  | Lontra felina                                                     |
|  |                                                                   |
|  | Lontra provocax                                                   |
|  |                                                                   |

|  | Lontra felina   |
|  |                 |
|  | Lontra provocax |
|  |                 |

|  | \| \| Lontra felina \| \| \| \| \| \| Lontra provocax \| \| \| \| |
|  |                                                                   |
|  | Lontra longicaudis                                                |
|  |                                                                   |
|  | Lontra felina                                                     |
|  |                                                                   |
|  | Lontra provocax                                                   |
|  |                                                                   |

|  | Lontra felina   |
|  |                 |
|  | Lontra provocax |
|  |                 |

|  | Lutra lutra     |
|  |                 |
|  | Lutra sumatrana |
|  |                 |

|  | Aonyx capensis |
|  |                |

|  | Aonyx cinerea           |
|  |                         |
|  | Lutrogale perspicillata |
|  |                         |

|  | Aonyx capensis |
|  |                |

|  | Aonyx cinerea           |
|  |                         |
|  | Lutrogale perspicillata |
|  |                         |

|  | Lutra lutra     |
|  |                 |
|  | Lutra sumatrana |
|  |                 |

|  | Aonyx capensis |
|  |                |

|  | Aonyx cinerea           |
|  |                         |
|  | Lutrogale perspicillata |
|  |                         |

|  | Aonyx capensis |
|  |                |

|  | Aonyx cinerea           |
|  |                         |
|  | Lutrogale perspicillata |
|  |                         |

|  | Lutra lutra     |
|  |                 |
|  | Lutra sumatrana |
|  |                 |

|  | Aonyx capensis |
|  |                |

|  | Aonyx cinerea           |
|  |                         |
|  | Lutrogale perspicillata |
|  |                         |

|  | Aonyx capensis |
|  |                |

|  | Aonyx cinerea           |
|  |                         |
|  | Lutrogale perspicillata |
|  |                         |

|  | Lutra lutra     |
|  |                 |
|  | Lutra sumatrana |
|  |                 |

|  | Aonyx capensis |
|  |                |

|  | Aonyx cinerea           |
|  |                         |
|  | Lutrogale perspicillata |
|  |                         |

|  | Aonyx capensis |
|  |                |

|  | Aonyx cinerea           |
|  |                         |
|  | Lutrogale perspicillata |
|  |                         |

|  | \| \| Lontra felina \| \| \| \| \| \| Lontra provocax \| \| \| \| |
|  |                                                                   |
|  | Lontra longicaudis                                                |
|  |                                                                   |
|  | Lontra felina                                                     |
|  |                                                                   |
|  | Lontra provocax                                                   |
|  |                                                                   |

|  | Lontra felina   |
|  |                 |
|  | Lontra provocax |
|  |                 |

|  | \| \| Lontra felina \| \| \| \| \| \| Lontra provocax \| \| \| \| |
|  |                                                                   |
|  | Lontra longicaudis                                                |
|  |                                                                   |
|  | Lontra felina                                                     |
|  |                                                                   |
|  | Lontra provocax                                                   |
|  |                                                                   |

|  | Lontra felina   |
|  |                 |
|  | Lontra provocax |
|  |                 |

|  | Lutra lutra     |
|  |                 |
|  | Lutra sumatrana |
|  |                 |

|  | Aonyx capensis |
|  |                |

|  | Aonyx cinerea           |
|  |                         |
|  | Lutrogale perspicillata |
|  |                         |

|  | Aonyx capensis |
|  |                |

|  | Aonyx cinerea           |
|  |                         |
|  | Lutrogale perspicillata |
|  |                         |

|  | Lutra lutra     |
|  |                 |
|  | Lutra sumatrana |
|  |                 |

|  | Aonyx capensis |
|  |                |

|  | Aonyx cinerea           |
|  |                         |
|  | Lutrogale perspicillata |
|  |                         |

|  | Aonyx capensis |
|  |                |

|  | Aonyx cinerea           |
|  |                         |
|  | Lutrogale perspicillata |
|  |                         |

|  | Lutra lutra     |
|  |                 |
|  | Lutra sumatrana |
|  |                 |

|  | Aonyx capensis |
|  |                |

|  | Aonyx cinerea           |
|  |                         |
|  | Lutrogale perspicillata |
|  |                         |

|  | Aonyx capensis |
|  |                |

|  | Aonyx cinerea           |
|  |                         |
|  | Lutrogale perspicillata |
|  |                         |

|  | Lutra lutra     |
|  |                 |
|  | Lutra sumatrana |
|  |                 |

|  | Aonyx capensis |
|  |                |

|  | Aonyx cinerea           |
|  |                         |
|  | Lutrogale perspicillata |
|  |                         |

|  | Aonyx capensis |
|  |                |

|  | Aonyx cinerea           |
|  |                         |
|  | Lutrogale perspicillata |
|  |                         |

|  | \| \| Lontra felina \| \| \| \| \| \| Lontra provocax \| \| \| \| |
|  |                                                                   |
|  | Lontra longicaudis                                                |
|  |                                                                   |
|  | Lontra felina                                                     |
|  |                                                                   |
|  | Lontra provocax                                                   |
|  |                                                                   |

|  | Lontra felina   |
|  |                 |
|  | Lontra provocax |
|  |                 |

|  | \| \| Lontra felina \| \| \| \| \| \| Lontra provocax \| \| \| \| |
|  |                                                                   |
|  | Lontra longicaudis                                                |
|  |                                                                   |
|  | Lontra felina                                                     |
|  |                                                                   |
|  | Lontra provocax                                                   |
|  |                                                                   |

|  | Lontra felina   |
|  |                 |
|  | Lontra provocax |
|  |                 |

|  | Lutra lutra     |
|  |                 |
|  | Lutra sumatrana |
|  |                 |

|  | Aonyx capensis |
|  |                |

|  | Aonyx cinerea           |
|  |                         |
|  | Lutrogale perspicillata |
|  |                         |

|  | Aonyx capensis |
|  |                |

|  | Aonyx cinerea           |
|  |                         |
|  | Lutrogale perspicillata |
|  |                         |

|  | Lutra lutra     |
|  |                 |
|  | Lutra sumatrana |
|  |                 |

|  | Aonyx capensis |
|  |                |

|  | Aonyx cinerea           |
|  |                         |
|  | Lutrogale perspicillata |
|  |                         |

|  | Aonyx capensis |
|  |                |

|  | Aonyx cinerea           |
|  |                         |
|  | Lutrogale perspicillata |
|  |                         |

|  | Lutra lutra     |
|  |                 |
|  | Lutra sumatrana |
|  |                 |

|  | Aonyx capensis |
|  |                |

|  | Aonyx cinerea           |
|  |                         |
|  | Lutrogale perspicillata |
|  |                         |

|  | Aonyx capensis |
|  |                |

|  | Aonyx cinerea           |
|  |                         |
|  | Lutrogale perspicillata |
|  |                         |

|  | Lutra lutra     |
|  |                 |
|  | Lutra sumatrana |
|  |                 |

|  | Aonyx capensis |
|  |                |

|  | Aonyx cinerea           |
|  |                         |
|  | Lutrogale perspicillata |
|  |                         |

|  | Aonyx capensis |
|  |                |

|  | Aonyx cinerea           |
|  |                         |
|  | Lutrogale perspicillata |
|  |                         |

|  | \| \| Lontra felina \| \| \| \| \| \| Lontra provocax \| \| \| \| |
|  |                                                                   |
|  | Lontra longicaudis                                                |
|  |                                                                   |
|  | Lontra felina                                                     |
|  |                                                                   |
|  | Lontra provocax                                                   |
|  |                                                                   |

|  | Lontra felina   |
|  |                 |
|  | Lontra provocax |
|  |                 |

|  | \| \| Lontra felina \| \| \| \| \| \| Lontra provocax \| \| \| \| |
|  |                                                                   |
|  | Lontra longicaudis                                                |
|  |                                                                   |
|  | Lontra felina                                                     |
|  |                                                                   |
|  | Lontra provocax                                                   |
|  |                                                                   |

|  | Lontra felina   |
|  |                 |
|  | Lontra provocax |
|  |                 |

|  | Lutra lutra     |
|  |                 |
|  | Lutra sumatrana |
|  |                 |

|  | Aonyx capensis |
|  |                |

|  | Aonyx cinerea           |
|  |                         |
|  | Lutrogale perspicillata |
|  |                         |

|  | Aonyx capensis |
|  |                |

|  | Aonyx cinerea           |
|  |                         |
|  | Lutrogale perspicillata |
|  |                         |

|  | Lutra lutra     |
|  |                 |
|  | Lutra sumatrana |
|  |                 |

|  | Aonyx capensis |
|  |                |

|  | Aonyx cinerea           |
|  |                         |
|  | Lutrogale perspicillata |
|  |                         |

|  | Aonyx capensis |
|  |                |

|  | Aonyx cinerea           |
|  |                         |
|  | Lutrogale perspicillata |
|  |                         |

|  | Lutra lutra     |
|  |                 |
|  | Lutra sumatrana |
|  |                 |

|  | Aonyx capensis |
|  |                |

|  | Aonyx cinerea           |
|  |                         |
|  | Lutrogale perspicillata |
|  |                         |

|  | Aonyx capensis |
|  |                |

|  | Aonyx cinerea           |
|  |                         |
|  | Lutrogale perspicillata |
|  |                         |

|  | Lutra lutra     |
|  |                 |
|  | Lutra sumatrana |
|  |                 |

|  | Aonyx capensis |
|  |                |

|  | Aonyx cinerea           |
|  |                         |
|  | Lutrogale perspicillata |
|  |                         |

|  | Aonyx capensis |
|  |                |

|  | Aonyx cinerea           |
|  |                         |
|  | Lutrogale perspicillata |
|  |                         |

|  | \| \| Lontra felina \| \| \| \| \| \| Lontra provocax \| \| \| \| |
|  |                                                                   |
|  | Lontra longicaudis                                                |
|  |                                                                   |
|  | Lontra felina                                                     |
|  |                                                                   |
|  | Lontra provocax                                                   |
|  |                                                                   |

|  | Lontra felina   |
|  |                 |
|  | Lontra provocax |
|  |                 |

|  | \| \| Lontra felina \| \| \| \| \| \| Lontra provocax \| \| \| \| |
|  |                                                                   |
|  | Lontra longicaudis                                                |
|  |                                                                   |
|  | Lontra felina                                                     |
|  |                                                                   |
|  | Lontra provocax                                                   |
|  |                                                                   |

|  | Lontra felina   |
|  |                 |
|  | Lontra provocax |
|  |                 |

|  | Lutra lutra     |
|  |                 |
|  | Lutra sumatrana |
|  |                 |

|  | Aonyx capensis |
|  |                |

|  | Aonyx cinerea           |
|  |                         |
|  | Lutrogale perspicillata |
|  |                         |

|  | Aonyx capensis |
|  |                |

|  | Aonyx cinerea           |
|  |                         |
|  | Lutrogale perspicillata |
|  |                         |

|  | Lutra lutra     |
|  |                 |
|  | Lutra sumatrana |
|  |                 |

|  | Aonyx capensis |
|  |                |

|  | Aonyx cinerea           |
|  |                         |
|  | Lutrogale perspicillata |
|  |                         |

|  | Aonyx capensis |
|  |                |

|  | Aonyx cinerea           |
|  |                         |
|  | Lutrogale perspicillata |
|  |                         |

|  | Lutra lutra     |
|  |                 |
|  | Lutra sumatrana |
|  |                 |

|  | Aonyx capensis |
|  |                |

|  | Aonyx cinerea           |
|  |                         |
|  | Lutrogale perspicillata |
|  |                         |

|  | Aonyx capensis |
|  |                |

|  | Aonyx cinerea           |
|  |                         |
|  | Lutrogale perspicillata |
|  |                         |

|  | Lutra lutra     |
|  |                 |
|  | Lutra sumatrana |
|  |                 |

|  | Aonyx capensis |
|  |                |

|  | Aonyx cinerea           |
|  |                         |
|  | Lutrogale perspicillata |
|  |                         |

|  | Aonyx capensis |
|  |                |

|  | Aonyx cinerea           |
|  |                         |
|  | Lutrogale perspicillata |
|  |                         |

|  | \| \| Lontra felina \| \| \| \| \| \| Lontra provocax \| \| \| \| |
|  |                                                                   |
|  | Lontra longicaudis                                                |
|  |                                                                   |
|  | Lontra felina                                                     |
|  |                                                                   |
|  | Lontra provocax                                                   |
|  |                                                                   |

|  | Lontra felina   |
|  |                 |
|  | Lontra provocax |
|  |                 |

|  | \| \| Lontra felina \| \| \| \| \| \| Lontra provocax \| \| \| \| |
|  |                                                                   |
|  | Lontra longicaudis                                                |
|  |                                                                   |
|  | Lontra felina                                                     |
|  |                                                                   |
|  | Lontra provocax                                                   |
|  |                                                                   |

|  | Lontra felina   |
|  |                 |
|  | Lontra provocax |
|  |                 |

|  | Lutra lutra     |
|  |                 |
|  | Lutra sumatrana |
|  |                 |

|  | Aonyx capensis |
|  |                |

|  | Aonyx cinerea           |
|  |                         |
|  | Lutrogale perspicillata |
|  |                         |

|  | Aonyx capensis |
|  |                |

|  | Aonyx cinerea           |
|  |                         |
|  | Lutrogale perspicillata |
|  |                         |

|  | Lutra lutra     |
|  |                 |
|  | Lutra sumatrana |
|  |                 |

|  | Aonyx capensis |
|  |                |

|  | Aonyx cinerea           |
|  |                         |
|  | Lutrogale perspicillata |
|  |                         |

|  | Aonyx capensis |
|  |                |

|  | Aonyx cinerea           |
|  |                         |
|  | Lutrogale perspicillata |
|  |                         |

|  | Lutra lutra     |
|  |                 |
|  | Lutra sumatrana |
|  |                 |

|  | Aonyx capensis |
|  |                |

|  | Aonyx cinerea           |
|  |                         |
|  | Lutrogale perspicillata |
|  |                         |

|  | Aonyx capensis |
|  |                |

|  | Aonyx cinerea           |
|  |                         |
|  | Lutrogale perspicillata |
|  |                         |

|  | Lutra lutra     |
|  |                 |
|  | Lutra sumatrana |
|  |                 |

|  | Aonyx capensis |
|  |                |

|  | Aonyx cinerea           |
|  |                         |
|  | Lutrogale perspicillata |
|  |                         |

|  | Aonyx capensis |
|  |                |

|  | Aonyx cinerea           |
|  |                         |
|  | Lutrogale perspicillata |
|  |                         |